# Wilhelm Krieger (Politiker)

Wilhelm Krieger (1914)

Wilhelm Krieger (* 20. Mai 1850 in Hildesheim; † 6. Dezember 1928 in Detmold) war ein deutscher Ökonomierat und lippischer Landtagsabgeordneter.

## Leben
Wilhelm Krieges wurde als Sohn des Landwirts Adolf Ferdinand Krieges (1809–1879) und dessen Ehefrau Helene Michael (1821–1874) geboren und studierte nach dem Abitur am Gymnasium Hildesheim 5 Semester Jura und Naturwissenschaften an den Universitäten in Heidelberg, Göttingen und Berlin.
Wilhelm Krieger war Pächter der Meierei in Blomberg. Er war von 1888 bis 1908 Mitglied der Lippischen land- und forstwirtschaftlichen Berufsgenossenschaft, 1908 bis 1909 stellvertretender Vorsitzender und ab 1910 Vorsitzender des Genossenschaftsvorstandes.
Krieger war auch politisch tätig. Er war Amtsrat bis 1918, konservativer Landtagsabgeordneter von 1884 bis 1888, 1892 bis 1896 und 1908 bis 1918.
Im September 1917 bildete sich die rechtsradikale Deutsche Vaterlandspartei. In Lippe bestanden die Mitglieder im Wesentlichen aus denselben Personen wie der Unabhängige Ausschuss für einen Deutschen Frieden, darunter der Landgerichtspräsident Otto Preuß, der Keksfabrikant Wilhelm Pecher, Oberbürgermeister Robert Wittje und der Amtsrat Krieger.
Wilhelm Krieger schloss sich der neugegründeten DNVP an und vertrat diese im Lippischen Landtag nach den Wahlen im Jahr 1919. Er legte am 14. Februar 1928 sein Landtagsmandat nieder (Nachrücker wurde Wilhelm Tölle) und verstarb noch im selben Jahr.

### Familie
Am 10. Juni 1874 heiratete er in Horn Anna Margaretha Schierenberg. Aus der Ehe sind die Kinder Adolf (1875–1961, Landrat in Schötmar), Karl (* 1876, Landwirt), Margarethe (1877–1953, Kunstmalerin), Elisabeth (* 1880, ∞ 1902 Siegmund Alhorn, Arzt), Helene (* 1883 Direktorin des Jugendamtes Halle/Saale), Wilhelm (1888–1918, Referendar, gefallen im 1. Weltkrieg) und Anna (* 1890, Fürsorgerin in Detmold) hervorgegangen.